# Gör-det-själv

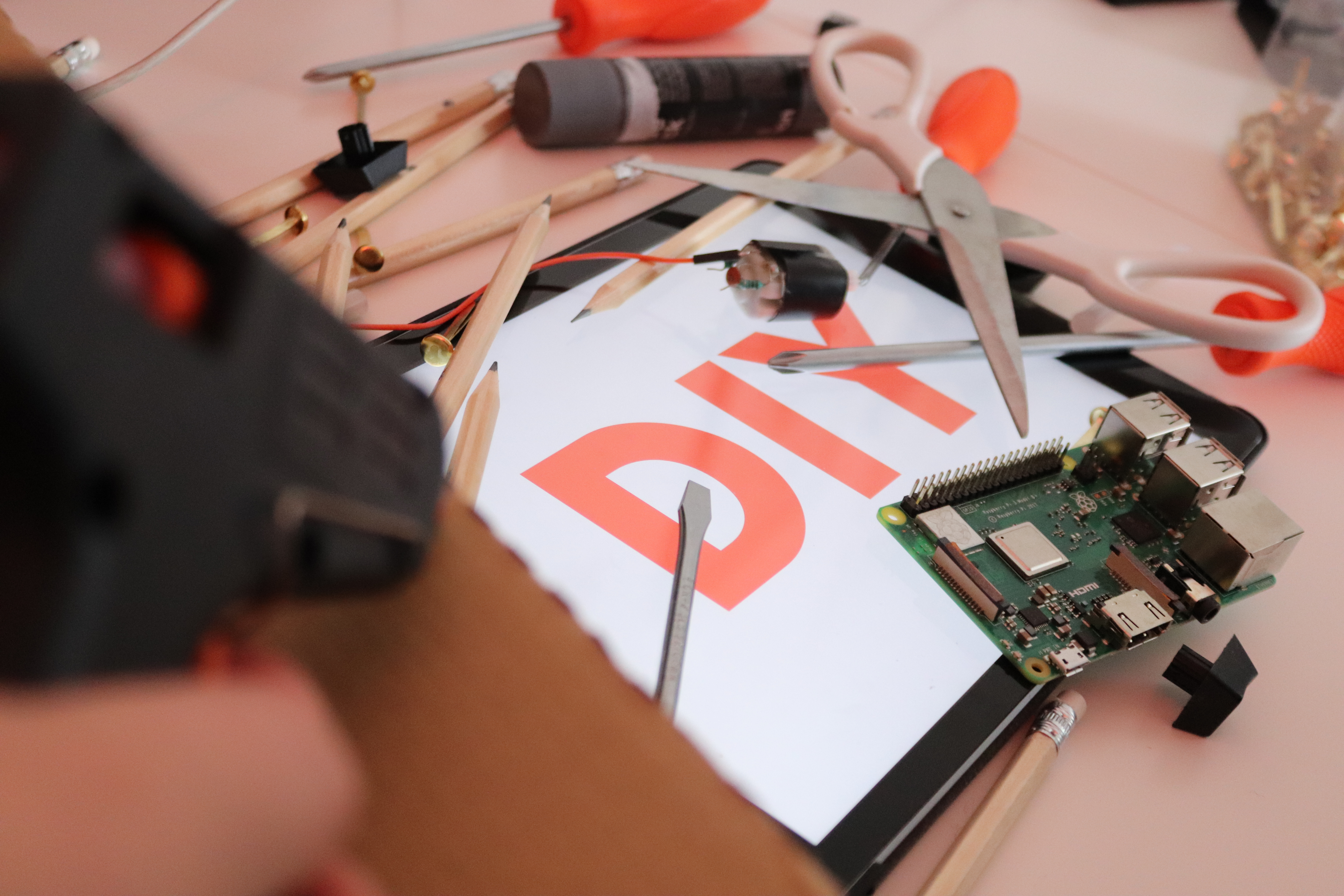
DIY, do it yourself, ”gör det själv”.

Gör-det-själv (på engelska do it yourself, förkortat DIY, [ˌdi:aιˈwaι]) innebär att skapa, bygga, förändra eller reparera något utan direkt medverkan av experter eller yrkesfolk.
Uttrycket används bland annat om den som är händig och hellre bygger eget istället för att anlita någon eller köpa färdigt (när det gäller till exempel elektronik, lagning av fordon eller husbyggnad) och marknadsföring för företag som säljer till exempel mekanikdelar eller byggsatser till möbler.
Uttrycket är också förknippat med publicering och utgivning av bland annat cd-skivor, böcker och tidningar (främst fanzines) och den tillhörande etik och subkultur som växt fram kring detta. Alltså helt enkelt oberoende från större bolag och intressen för sin verksamhet. Gör-det-själv har alltså kommit att bli en del av det som kallas underground – med slagord som Gör det själv – ingen annan kommer göra det för dig och DIY or die.